# Андрусов, Дмитрий Николаевич
Дми́трий Никола́евич Андру́сов (7 ноября 1897[…], Юрьев, Лифляндская губерния — 1 апреля 1976, Братислава) — русский и чехословацкий учёный-геолог.

## Биография
Сын русского геолога и палеонтолога Н. И. Андрусова, внук немецкого археолога Г. Шлимана.
В 1915—1918 годах учился в Петроградском университете.
В 1920—1922 годах учился в Сорбонне, в Париже, куда переехала семья для лечения отца.
В 1922 году с семьёй переехал в Чехословацкую республику.
Ассистент (с 1929) и приват-доцент (1932—1938) Карлова университета в Праге.
С 1938 года жил в Словакии, профессор Высшего технического училища в Братиславе, основатель Государственного геологического института в Братиславе, его директор (с 1945).
В 1957—1958 годах — основатель и первый директор Геологической лаборатории, которая впоследствии была преобразована в Геологический институт Словацкой академии наук.
Автор пятитомного труда «Геологическое изучение утёсового пояса Западных Карпат» (Geologický výskum bradlového pásma Západných Karpát; 1931—1955) и трёхтомной монографии «Геология чехословацких Карпат» (Geológia Československých Karpát; 1958—1965).

## Членство в организациях
- 1953 — Академик Словацкой академии наук.
- 1956 — Член-корреспондент Чехословацкой академии наук.